# Список правителів Курпфальцу
Нижче наведено список правителів Курпфальцу.

## Пфальцграфи Лотарингії 915—1085
Пфальц утворився з «Пфальцграфства Лотарингія», яке зявилось у X столітті.
- Вігеріх (бл. 870 — бл. 919), граф у Трирі у 899 й 902, граф у Бідгау у 902 й 909, граф в Арденнгау, пфальцграф Лотарингії з 915/916
- Годфрід, граф Юліхгау, пфальцграф Лотарингії бл. 940

### ДинастіяЕццоненів
Упродовж XI століття саме ця династія управляла землями на обох берегах Рейну.
- Герман I Лотаринзький, 945—994
- Еццо, 994—1034
- Оттон I Лотаринзький 1045 (герцог Швабії 1045 — 47)
- Генріх I Лотаринзький, 1045—1061
- Герман II Лотаринзький 1061—1085

## Пфальцграфи Рейнські, 1085—1356
Після смерті Германа II, останнього з династії Еццоненів, Пфальц втратив свою військову важливість для Лотарингії. Територію пфальцграфства скорочено до округів навколо Рейну, з тих пір названого «Пфальцграфство Рейнське».
- Генріх II, 1085 — 95
- Зигфрід I фон Орламюнде (помер 1113), 1095—1113
- Готфрид Кальвський, 1113 — 1129
- Вільгельм фон Орламюнде, 1129 — 1139
- Генріх IV Язомирготт, 1139 — 1142
- Герман III Штахлекський, 1142 — 1155

### Пфальцграф з династіїГогенштауфенів
1156 року імператор Фрідріх I Барбаросса передав ці землі у спадкове володіння своєму молодшому брату Конраду.
- Конрад фон Гогенштауфен 1156 — 1195

### Пфальцграфи з династіїВельфів
1195 року Пфальц перейшов до династії Велфів в результаті шлюбу Генріха Вельфа з Агнесою, дочкою Конрада Гогештауфена.
- Генріх V, 1195—1213
- Генріх VI, 1213 — 1214

### Пфальцграфи з династіїВіттельсбахів
На початку XIII століття, в результаті шлюбу Агнеси, дочки Генріха V й онучки Конрада Гогенштауфена та Отто, герцога Баварії, територія Пфальцу перейшла до династії Віттельсбахів герцогам Баварії. В результаті представники цієї династії були якийсь період одночасно й герцогами Баварії, й пфальцграфами. Різні гілки династії Віттельсбахів керували Пфальцом до скасування його як самостійної держави у 1803 році й далі до 1918 року. З цього часу лев став геральдичним символом гербів Баварії та Пфальцу.
- Людвіг I Віттельсбах, 1214 — 1227
- Оттон II, 1227 — 1253
- Людвіг II, герцог Верхньої Баварії, 1253 — 1294

Пізніше, в результаті розподілу території між спадкоємцями Людвіга II у 1294, старша гілка Віттельсбахів отримала у володіння й Рейнське пфальцграфство, і території в баварському «Nordgau» (Баварія на північ від річки Дунай) з центром у місті Амберг. Оскільки цей регіон був політично пов'язаний з Рейнським пфальцграфством, він отримав назву «Верхній Пфальц» («Oberpfalz») на відміну від «Нижнього Пфальцу», розташованого на берегах Рейну.
- Рудольф I, 1294—1317
- Адольф, 1317 — 1327

За умовами угоди, укладеної у Павії 1329 року, імператор Людвіг IV, син Людвіга II, повернув Пфальц своїм племінникам Рудольфу та Руперту.
- Рудольф II, 1329 — 1353
- Рупрехт I, 1353 — 1356

## Курфюрство Пфальц, 1356—1777
Відповідно до Золотої булли 1356 року, рейнський пфальцграф був визнаний як один із світських курфюрстів. З цього часу пфальцграф Рейнський зазвичай іменувався як курфюрст Пфальцький (нім. Kurfürst von der Pfalz).
Через практику розподілу земель між різними гілками родини, на початку XVI століття молодші лінії Пфальцьких Віттельсбахів прийшли до влади у Зиммерні, Кайзерслаутерні та Цвайбрюккені у Нижньому Пфальці та у Нойбурзі і Зульцбасі у Верхньому Пфальці. Пфальцьке курфюрство з центром у Гайдельберзі прийняло лютеранство у 30-х роках XVI століття і кальвінізм у 50-х роках.

### Перше Курфюрство, 1356—1648
| Династія Віттельсбахів      |               |                         | |
| Зображення                  | Ім’я          | Дати правління          | Примітки |
|                             | Рупрехт I     | 1356—1390               | |
|                             | Рупрехт II    | 1390—1398               | Племінник Рупрехта I, син Адольфа, Пфальцграфа Рейнського |
|                             | Рупрехт III   | 1398—1410               | Син Рупрехта II, обраний королем Німеччини у 1400 |
|                             | Людвіг III    | 1410—1436               | Син Руперта III |
|                             | Людвіг IV     | 1436—1449               | Син Людвіга III |
|                             | Фрідріх I     | 1449—1476               | Брат Людвіга IV |
|                             | Філіп         | 1476—1508               | Син Людвіга IV |
|                             | Людвіг V      | 1508—1544               | Син Філіпа |
|                             | Фрідріх II    | 1544—1556               | Брат Людвіга V |
|                             | Отто Генріх   | 1556—1559               | Племінник Фрідріха II, син Руперта Фрейзинзького |
| Династія Зиммернів          |               |                         | |
| Зображення                  | Ім’я          | Дати правління          | Примітки |
|                             | Фрідріх III   | 1559—1576               | Коли старша гілка родини занепала 1559 року, курфюрство перейшло до Фрідріха III, першого представника зиммернської гілки Віттельсбахів на пфальцькому троні. Фрідріх III був переконаним кальвіністом, й починаючи з цього часу Пфальц став одним з головних центрів кальвінізму в Європі, який підтримував кальвіністські повстання у Нідерландах й Франції.                          |
|                             | Людвіг VI     | 1576—1583               | Син Фрідріха III. Завдяки впливу матері підтримував лютеран. |
|                             | Фрідріх IV    | 1583—1610               | Син Людвіга VI. У перші роки свого правління перебував під впливом батька — Йоганна Казиміра, який знову ввів у Пфальці кальвінізм. Один із засновників (за допомогою свого радника — герцога Крістіана Анхальтського) Євангелічної унії 1608 року. |
|                             | Фрідріх V     | 1610—1623               | Син Фрідріха IV. У 1613 році одружився з Єлизаветою Стюарт, дочкою Якова I, короля Англії. 1619 року прийняв трон Богемії від Богемських штатів. Незабаром був переможений силами імператора Фердинанда II у Битві на Білій Горі у 1620 році, в результаті чого іспанські та баварські війська зайняли Пфальц. Фрідріх був позбавлений трону й вигнаний з Імперії.                      |
| Баварська династія, 1623-48 |               |                         | |
| Зображення                  | Ім’я          | Дати правління          | Примітки |
|                             | Максиміліан I | 1623—1648 (помер 1651), | Землі Фрідріха V та його положення курфюрста були передані герцогу Баварії, Максиміліану I, представнику однієї з гілок династії Віттельсбахів. Хоча теоретично він вважався курфюрстом Пфальцу, однак більше відомий він як курфюрст Баварії. Починаючи з 1648 року правив лише у Баварії та Верхньому Пфальці, однак зберіг всі свої курфюрстські привілеї та панівну роль у Пфальці. |

### Друге курфюрство, 1648—1777
| Відновлення династії Зиммернів |                     |                | |
| Зображення                     | Ім’я                | Дати правління | Примітки |
|                                | Карл I Людвіг       | 1648—1680      | Син Фрідріха V. За підсумками Вестфальського миру 1648 року Карл Людвіг отримав в управління землі батька і став новим, восьмим, курфюрстом, однак тепер пфальцьке курфюрство було за важливістю було нижче інших семи. |
|                                | Карл II             | 1680—1685      | Син Карла I Людвіга. Останній з династії Зиммернів. |
| Династія Нойбургу              |                     |                | |
| Зображення                     | Ім’я                | Дати правління | Примітки |
|                                | Філіп Вільгельм     | 1685—1690      | У 1685 році династія Зиммернів згасла, і Пфальц було успадковано Філіпом Вільгельмом, графом Пфальц-Нойбургу (який був також герцогом Юліху та Бергу). Католик за віросповіданням.                                      |
|                                | Йоганн Вільгельм II | 1690—1716      | Син Філіпа Вільгельма |
|                                | Карл III Філіп      | 1716—1742      | Брат Йоганна Вільгельма II. Останній з династії Нойбургів. Перемістив столицю Пфальцу з Гайдельбергу до Мангейму 1720 року.                                                                                             |
| Династія Зульбахів             |                     |                | |
| Зображення                     | І’мя                | Дати правління | Примітки |
|                                | Карл IV Теодор      | 1742—1777      | Пфальц було успадковано герцогом Карлом Теодором із Зульбаху. Карл Теодор також успадкував курфюрство Баварії, коли її чинна династия згасла 1777 року.                                                                 |

## Курфюрство Баварії і Пфальцграфство Рейнське, 1777—1803
| Династія Зульбахів    |                |                         | |
| Зображення            | І’мя           | Дати правління          | Примітки |
|                       | Карл IV Теодор | 1777—1799               | сан і повноваження курфюрста Пфальцького було включено до курфюрства Баварії Карлом Теодором. Однак він зберіг титул «Пфальцграф Рейнський» (нім. Pfalzgraf bei Rhein). |
| Династія Цвайбрюкенів |                |                         | |
| Зображення            | І’мя           | Дати правління          | Примітки |
|                       | Максиміліан    | 1799—1803 (помер 1825), | спадкоємець Карла Теодора, Максиміліан Йозеф, герцог Пфальц-Цвайбрюкену, зібрав під своє правління всі землі Віттельсбахів у 1799 році. Пфальцграфство було ліквідовано під час війн Французької Революції. Спочатку землі лівого берегу Рейну було зайнято, а потім анексовано Францією 1795 року. У 1803 році землі правого берегу Рейну було захоплено маркграфом Бадену. Курфюрство Пфальц як окрема державна структура зникла, а у 1806 році Священна Римська імперія була ліквідована, й усі права та обов’язки курфюрстів разом з цим. |

## Подальша історія регіону
1806 року Баден став Великим герцогством Баденським. На Віденському конгресі у 1814—1815 роках лівобережний Пфальц, збільшений за рахунок інших областей, на кшталт колишнього єпископату Шпаєр, було повернено Віттельсбахам і став формально частиною Баварське королівство у 1816 й після цього часу саме ця область стала переважно відома як Пфальц. Область лишалась частиною Баварії до закінчення Другої світової війни, коли було відокремлено й стало частиною нової федеральної землі Рейнланд-Пфальц.